# Give Me Everything
Give Me Everything è un brano dell'album Planet Pit del rapper Pitbull, pubblicato come secondo singolo dall'album. La canzone è cantata insieme a Ne-Yo e Nayer, mentre la parte strumentale è stata realizzata dal dj olandese-surinamese Afrojack. La canzone, che unisce hip hop, pop, e Broadway, ha raggiunto la posizione numero uno della Billboard Hot 100 e la Top 5 in Australia, Canada, Italia, Nuova Zelanda e Regno Unito. Il brano è divenuto inoltre un tormentone estivo dell'estate 2011. Nel 2011 è stato il settimo singolo più venduto nel mondo con 8,2 milioni di copie.

## Descrizione
A seguito di Hey Baby (Drop It to the Floor), Give Me Everything è il secondo singolo estratto dal sesto album di Pitbull, Planet Pit. La canzone è stata pubblicata il 22 marzo 2011 attraverso la J Records. Pitbull, Ne-Yo, e Nayer hanno eseguito la canzone agli MTV Spring Break 2011 a Las Vegas. Questo pezzo ha ottenuto una critica molto positiva affermando che con questo pezzo Pitbull rimane molto stabile nella scena dance floor. La critica continua dicendo che col suo ritmo contagioso e la sorprendente voce di Ne-Yo nel ritornello, questo brano è la formula giusta per farlo rimbombare nelle discoteche e nei club. La critica continua ancora dicendo che questo singolo è un vero e proprio inno alla festa.

## Curiosità
Pitbull ha confessato in un'intervista che questa canzone l'aveva scritta per cantarla in duetto con Shakira, però la cantante per motivi personali ha rifiutato la proposta di Pitbull.

## Video musicale
Il video musicale è stato diretto da David Rousseau e dispone di una apparizione della cantante Adrienne Bailon, Miss Haiti 2010 Sarodj Bertin , l'ex Girlicious Natalie Mejia e la modella russa Eva Skaya. Il video è stato girato nell'hotel Alexandria Hotel a Los Angeles e pubblicato il 6 maggio 2011.
È uno dei video che ha ottenuto la certificazione Vevo.

## Tracce
Download digitale
1. Give Me Everything (feat. Ne-Yo, Afrojack e Nayer) – 4:16

Remix
1. Give Me Everything (feat. Ne-Yo, Afrojack e Nayer) (Afrojack Remix) – 5:40
2. Give Me Everything (feat. Ne-Yo, Afrojack e Nayer) (Sidney Samson Remix) – 6:35
3. Give Me Everything (feat. Ne-Yo, Afrojack e Nayer) (Apster Remix) – 5:50
4. Give Me Everything (feat. Ne-Yo, Afrojack e Nayer) (Alvaro Remix) – 6:01
5. Give Me Everything (feat. Ne-Yo, Afrojack e Nayer) (R3hab Remix) – 5:30
6. Give Me Everything (feat. Ne-Yo, Afrojack e Nayer) (Adam F Dutch Step Remix) – 4:39
7. Give Me Everything (feat. Ne-Yo, Afrojack e Nayer) (Bingo Players Remix) – 4:54
8. Give Me Everything (feat. Ne-Yo, Afrojack e Nayer) (Jump Smokers Club Mix) – 6:06
9. Give Me Everything (feat. Ne-Yo, Afrojack e Nayer) (Marc Kinchen MK Dub Mix) – 5:06

CD singolo
1. Give Me Everything (feat. Ne-Yo, Afrojack e Nayer) – 4:16
2. Hey Baby (Drop It to the Floor) (feat. T-Pain) (AJ Fire Remix) – 4:23

CD singolo (Germania)
1. Give Me Everything – 4:16
2. Give Me Everything (Afrojack Remix) – 5:41
3. Give Me Everything (Jump Smokers Radio Mix) – 5:25
4. Give Me Everything (R3hab Remix) – 5:31
5. Give Me Everything (Sidney Samson Remix) – 6:35

## Successo commerciale
La canzone ha debuttato nella Billboard Hot 100 alla numero 60. La settimana successiva, è salita al numero 17 con 112 000 copie vendute: un aumento del 259%. Il 16 aprile 2011, il brano ha debuttato in Canada alla numero 46 come il più alto debutto della settimana. È salito al numero 26, due settimane dopo. La canzone ha anche debuttato in Nuova Zelanda alla numero 10, così come sulla Ultratop classifica di entrambe le regioni belghe a 35 (Fiandre) e 42 (Vallonia). In Australia, Give Me Everything ha debuttato al numero quattordici per poi salire alla cinque la settimana successiva. Il brano è stato certificato disco di platino dalla Australian Recording Industry Association. In Austria e in Francia, il brano ha debuttato alla posizione 20 e 39, mentre in Italia, il singolo, ha debuttato alla numero 69.

## Classifiche

### Classifiche settimanali
| Classifica (2011-25) | Posizione massima |
| -------------------- | ----------------- |
| Australia            | 2                 |
| Austria              | 2                 |
| Belgio (Fiandre)     | 1                 |
| Belgio (Vallonia)    | 1                 |
| Brasile              | 9                 |
| Canada               | 1                 |
| Danimarca            | 2                 |
| Europa               | 1                 |
| Finlandia            | 7                 |
| Francia              | 2                 |
| Germania             | 2                 |
| Irlanda              | 1                 |
| Italia               | 4                 |
| Lituania             | 94                |
| Lussemburgo          | 1                 |
| Norvegia             | 3                 |
| Nuova Zelanda        | 2                 |
| Paesi Bassi          | 1                 |
| Polonia              | 5                 |
| Regno Unito          | 1                 |
| Repubblica Ceca      | 6                 |
| Romania              | 8                 |
| Scozia               | 1                 |
| Slovacchia           | 2                 |
| Spagna               | 1                 |
| Svezia               | 2                 |
| Svizzera             | 2                 |
| Stati Uniti          | 1                 |
| Stati Uniti (Pop)    | 1                 |
| Stati Uniti (Dance)  | 15                |
| Stati Uniti (Latin)  | 1                 |
| Stati Uniti (Rap)    | 4                 |
| Ungheria             | 5                 |

### Classifiche di fine anno
| Classifica (2011) | Posizione |
| ----------------- | --------- |
| Australia         | 7         |
| Canada            | 4         |
| Danimarca         | 18        |
| Germania          | 9         |
| Giappone          | 35        |
| Grecia            | 46        |
| Italia            | 14        |
| Polonia           | 6         |
| Regno Unito       | 35        |
| Romania           | 6         |
| Svizzera          | 8         |
| Stati Uniti       | 5         |
| Classifica (2012) | Posizione |
| Canada            | 99        |
| Polonia           | 40        |